# 공손기
공손 기(公孫紀, ? ~ ?)는 중국 후한 말의 정치가이다.

## 생애
유주목(幽州牧) 유우(劉虞)를 섬겼다.
초평(初平) 4년(193) 겨울, 유우는 군사 10만 명을 규합하여 공손찬(公孫瓚)을 공격하려고 하였다. 공손찬은 당시 유주종사(幽州從事)였던 공손기를 자신과 성씨가 같다는 이유로 후대했었는데, 때문에 공손기는 유우의 계획을 알게 되자마자 밤중에 이를 공손찬에게 알렸다. 이에 공손찬은 정예병 수백 명을 이끌었고, 유우의 군세를 크게 물리쳤다.